# جيراسيموس (رئيس دير القديس سمعان)
جيراسيموس كان مدافعًا عن المسيحية وراهبًا كتب باللغة العربية. عاش في العصور الوسطى، في الفترة ما بين القرنين التاسع والثالث عشر.

## الحياة
لا يُعرف أي شيء تقريبًا عن سيرة جيراسيموس. عمله الوحيد الذي بقي على قيد الحياة لا يقدم أي معلومات تتجاوز ما يشير إليه العنوان الطويل: أنه كان رئيس دير القديس سمعان العجائبي [الإنجليزية] الأرثوذكسي اليوناني خارج أنطاكية. ربما كان من سكان أنطاكية الأصليين. حتى تواريخه غير معروفة. لا يمكن أن يكون قد كتب قبل القرن التاسع، لأنه يستشهد بعمل ثيودور أبو قرة، الذي تُوفي حوالي عام 820 م. ولا يمكن أن يكون قد كتب بعد عام 1268، عندما دُمر دير القديس سمعان أثناء الحروب الصليبية، بين السلطان بيبرس والصليبيين. حيث لم يُرمم. أقدم مخطوطة باقية من أعماله تعود تاريخها إلى القرن الثالث عشر. تضع معظم السلطات كتاباته في القرن الثاني عشر أو الثالث عشر، قبل وقت قصير من تدمير الدير، حيث لا توجد إشارات سابقة إلى عمله.
نظرًا لأن اسم جيراسيموس كان نادرًا في الشام بين القرنين التاسع والثالث عشر، فقد تم اقتراح العديد من التعريفات مع شخصيات أخرى معروفة للمؤلف والمدافع. يقترح صموئيل نوبل وألكسندر تريجر أن المؤلف قد يكون جيراسيموس، "الابن الروحي" الذي وجه إليه نيكون الجبل الأسود [الإنجليزية] رسالة، والتي أدرجها في كتابه تاكتيكون. موضوع الرسالة هو تنصير جورجيا وكان نيكون راهبًا في دير القديس سمعان من حوالي عام 1060 حتى عام 1084 م. ويقترح أبغار بهكو وجون لامورو أن المدافع قد يكون الكاتب جيراسيموس الذي عاش في الدير في القرن الثالث عشر وعمل على مخطوطة تحتوي على سيرة القديس سمعان العجائبي [الإنجليزية] ووالدته الطوباوية مارثا [الإنجليزية].
على الرغم من أن عمله لا يقدم أي تفاصيل عن سيرته الذاتية، إلا أنه يظهر أن جيراسيموس تلقى تعليمًا جيدًا وواسعًا. كان على دراية بالمنطق الأرسطي [الإنجليزية] وكذلك بالمؤلفين الوثنيين والمسلمين. وقد ورد ذكره كقديس في سنكسار البطريرك مكاريوس الثالث الأنطاكي (توفي سنة 1672) وفي كتاب النحلة للبطريرك.

## الأعمال
وفقًا لسنكسار مكاريوس الثالث، كتب جراسيموس أعمالًا تسمى "المجادلات" و "المواعظ" و "الشافي". لم يبقَ إلا العمل الأخير. عنوانه الكامل هو الكافي في المعنى الشافي. وهو مكتوب باللغة العربية ومُقسم إلى خمسة أجزاء، الجزء الأخير أطول بكثير من الباقي. الكتاب مُفصل، وعلمي، وخالٍ من الحقد الذي أصبح يميز المجادلات المسيحية الشرقية في أواخر العصور الوسطى.
وفي الجزأين الأول والثاني، يناقش جيراسيموس طبيعة الدين الحقيقي. ويقول إن غرضه هو جذب البشر إلى الله من خلال الأوامر والنواهي ومن خلال الوعد بالمكافأة أو العقاب في الحياة الآخرة. وعلاوة على ذلك، يجب أن تكون عالمية، وليست قبلية، وقابلة للتواصل باللغة التي يفهمها الناس. ويجب أن يتم تأكيد ذلك أيضًا بالمعجزات. ويرى أن كل الأديان، باستثناء المسيحية، تجذب البشرية إلى المجد الأرضي وتخدم رغباتها الأساسية. من بين كل الديانات التي يعرفها، المسيحية فقط هي الديانة العالمية والمتاحة حقًا.
في الجزأين الثالث والرابع، يقدم جيراسيموس "شهادات" لدعم آرائه. يستشهد أولاً بالمصادر المسيحية (العهد القديم والعهد الجديد)؛ ثم المصادر اليهودية (مثل يوسيفوس)؛ ثم المصادر الوثنية المعاصرة، أي كتابات الصابئة في حران؛ ثم الفلاسفة اليونانيين القدماء (مثل سقراط وأفلاطون وأرسطو وهيرمس المثلث العظمة)؛ وأخيرًا من المصدر الإسلامي وهو القرآن الكريم.
وفي الجزء الخامس، يتناول جيراسيموس ستة اعتراضات. الاعتراض الأول هو أن المسيحية لا يمكن أن تكون الدين الحقيقي لأنها ليست الأكبر، ولم تكن موجودة دائمًا، وأحيانًا يتم احتقارها. الاعتراضات الثلاثة التالية هي فلسفية وتزعم عدم توافق العقائد المسيحية (مثل الثالوث والتجسد) مع العقل، أو تناقض العقائد الأخرى (مثل المعرفة الإلهية المسبقة والإحسان المطلق). الاعتراضان الأخيران يستهدفان النظرة المسيحية للوحي والشريعة.
لدى جيراسيموس إجابات على كافة الاعتراضات. يزعم أن "سيادة أمة محمد" و"الإسلام" يهدفان إلى تأديب أبناء الله الحقيقيين؛ وأن الطبيعة الحقيقية لله تتطلب التكفير وليس الخلاص بالأمر؛ وأن الله يكشف عن شريعته تدريجيًّا مع مرور البشرية بمراحل مختلفة من النضج. وهكذا فإن شريعة المسيح [الإنجليزية] تبطل شريعة موسى، التي تبطل الشريعة الطبيعية.
وقد حُفظ كتاب الكافي في المعنى الشافي أو أجزاء منه في 23 مخطوطة، ولم نستطع أن نتتبعها كلها في هذه المقالة. أربعة فقط منهم يعود تاريخهم إلى ما قبل القرن السابع عشر:
- سيناء، دير سانت كاترين ، م.س. أر. 448 (كامل 495)، الصفحات 100 - 127 ر ، من القرن الثالث عشر، تحتوي فقط على الجزء الأول [14]
- سيناء، دير سانت كاترين، م.س. أر. 451 (كامل 497)، من عام 1323، يحتوي على الجزء 3 فقط [15]
- باريس، المكتبة الوطنية الفرنسية ، MS Ar. 258، الصفحات 73-78، من القرن الخامس عشر، تحتوي فقط على "شهادات" الإغريق القدماء [16]
- بيروت، المكتبة الشرقية [الإنجليزية]، المخطوطة رقم 548، الصفحات 243-271، من القرن السادس عشر، تحتوي فقط على "شهادات" الإغريق القدماء والقرآن[13]

## ملحوظات
1. 1 2 3 4 5  Noble & Treiger 2014، صفحة 29.
2. 1 2 3 4 5 6 7  Bahkou & Lamoreaux 2012، صفحات 666–667.
3. ↑  Noble & Treiger 2014، صفحة 32.
4. ↑  Noble & Treiger 2014، صفحة 37.
5. ↑  Walbiner 2009، صفحة 440.
6. 1 2  Nasrallah 1972، صفحات 146–147.
7. 1 2 3 4 5 6  Bahkou & Lamoreaux 2012، صفحات 668–669.
8. ↑  Bahkou & Lamoreaux 2012، صفحة 668, gloss the title as 'the sufficient, on the clear meaning'.
9. ↑  Walbiner 2009، صفحة 438, translates the title as The Book of Healing Concerning the Adequate Meaning.
10. ↑  Noble & Treiger 2014، صفحة 29, give the translated title as Exhaustive Compilation on the Doctrine that Brings Cure.
11. ↑  Noble & Treiger 2014، صفحة 29, have it divided into five parts.
12. ↑  Bahkou & Lamoreaux 2012، صفحة 668, divide it into six parts, but they describe the "last part" as "a series of detailed responses to possible objections" and "Part 5" as treating "six clusters of possible objections".
13. 1 2  Bahkou & Lamoreaux 2012، صفحات 669–670.
14. ↑  Bahkou & Lamoreaux 2012، صفحة 669. Fully digitized online
15. ↑  Bahkou & Lamoreaux 2012، صفحة 669. Fully digitized online
16. ↑  Bahkou & Lamoreaux 2012، صفحة 669. Fully digitized online

## فهرس
- Bahkou، Abjar؛ Lamoreaux، John C. (2012). "Gerasimos". في David Thomas؛ Alex Mallett (المحررون). Christian–Muslim Relations: A Bibliographical History. Brill. ج. 4 (1200–1350). ص. 666–671. (The name of the first author is incorrectly given as Abgar Bakhou.)
- Bahkou، Abjar (2009). "Kitāb al-Kāfī fī al-maʻnā al-šāfī (The Complete Book of the Proper Meaning): The Christian Apology of Gerasimus". Parole de l'Orient. ج. 34: 309–343.
- Bahkou، Abjar، المحرر (2014). Defending Christian Faith: The Fifth Part of the Christian Apology of Gerasimus. De Gruyter. مؤرشف من الأصل في 2024-08-14.
- Khawam، René R.، المحرر (1996). Gérassime: Dialogues œcuméniques de guérison suivi de Traité sur la Sainte Trinité. L'Esprit des péninsules.
- Nasrallah، Joseph (1972). "Couvents de la Syrie du Nord portant le nom de Siméon". Syria. ج. 49 ع. Fasc. 1-2: 127–159. مؤرشف من الأصل في 2025-04-17.
- Nasrallah، Joseph (1979). Histoire du movement littéraire dans l'église melchite du Ve au XXe  siècle: Contribution à l'étude de la littérature arabe chrétienne. Peeters. ج. III, Tome 2: 1250–1516.
- Noble، Samuel؛ Treiger، Alexander (2014). "Introduction". في Samuel Noble؛ Alexander Treiger (المحررون). The Orthodox Church in the Arab World, 700–1700: An Anthology of Sources. Cornell University Press. ص. 3–39.
- Walbiner، Carsten-Michael (2009). "Preserving the Past and Enlightening the Present: Macarius b. al-Zaʿīm and Medieval Melkite Literature". Parole de l'Orient. ج. 34: 433–441. مؤرشف من الأصل في 2023-04-11.

## روابط خارجية
- جيراسيموس، الدفاعيات (مقتطف من السيدة بيروت 548 ص 243-271) (2008). ترجمة صموئيل نوبل. مقتطفات من الجزء الرابع.